# Bec verseur
 (février 2017).
Si vous disposez d'ouvrages ou d'articles de référence ou si vous connaissez des sites web de qualité traitant du thème abordé ici, merci de compléter l'article en donnant les références utiles à sa vérifiabilité et en les liant à la section « Notes et références ».
Un bec verseur est une encoche pratiquée à un récipient permettant un meilleur écoulement des liquides.

## Description
Le bec verseur est idéal pour doser les alcools et ne plus laisser couler de gouttes le long des bouteilles en versant. Certains sont équipés d’un petit bouchon qui sert à refermer hermétiquement les bouteilles d’alcool entamées.
Il est utilisé par les barmans du monde entier pour pratiquer le "flair bartending" (le jonglage de bar) lors de la création de cocktails.
Les becs verseurs sont couramment utilisés :
- en verrerie de laboratoire (bécher, éprouvette graduée, mortier, etc.) ;
- pour certains ustensiles de cuisine (mixeur, casserole, mesure, etc.) ;
- pour divers récipients (cuvette, pichet, etc.).

Types de bec verseur
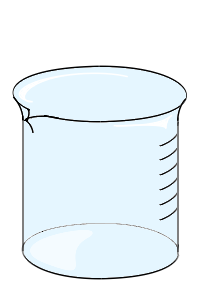
Bécher avec bec verseur (en haut à gauche).
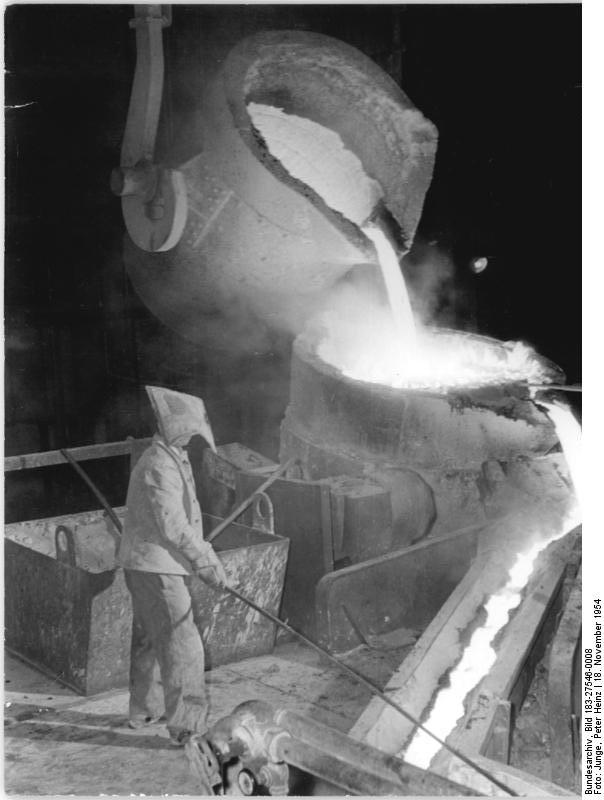
Creusets avec bec verseur, utilisés en fonderie.